# 紫花绣线菊
紫花绣线菊（学名：Spiraea purpurea）为蔷薇科绣线菊属下的一个种。其种加词“purpurea”意为“紫色的”。